# Le Martinet
Pour les articles homonymes, voir Martinet.
Le Martinet est une commune française située dans le nord du département du Gard en région Occitanie.
Exposée à un climat méditerranéen, elle est drainée par l'Auzonnet et par un autre cours d'eau. Incluse dans les Cévennes, la commune possède un patrimoine naturel remarquable composé d'une zone naturelle d'intérêt écologique, faunistique et floristique.
Le Martinet est une commune rurale qui compte 739 habitants en 2022, après avoir connu un pic de population de 2 516 habitants en 1926.  Elle fait partie de l'aire d'attraction d'Alès. Ses habitants sont appelés les Martinetiens ou  Martinetiennes.

## Géographie

### Localisation
La commune est située à une dizaine de kilomètres de la ville d'Alès, au début des Cévennes.

### Communes limitrophes
Portes, Robiac-Rochessadoule, Saint-Florent-sur-Auzonnet, Laval-Pradel.

### Hydrographie et relief
Le territoire du village est situé dans la zone de contact entre la partie des Cévennes paléozoïques, cristallines et schisteuses, et la bordure secondaire sous-cévenole, constitutive de la Basse Cévenne. La partie ouest est intégrée aux Cévennes schisteuses, composées de roches métamorphiques formant de longues crêtes (les « serres ») et des vallées étroites et profondes. Cet ensemble constitue la montagne, ou massif, du Rouvergue, horst d'orientation générale nord-sud, dont le point culminant s'élève à 695 mètres d'altitude. Les terrains métamorphiques le composant sont des gneiss, gneiss amygdalaires et des micro-gneiss, qui se trouvent au Carteau, au Felgas et à Cessous. Le nom de cette  montagne provient du mot rouvre, nom de lieu ou de famille, de l'occitan rove, signifiant chêne rouvre. Ces formations géologiques siliceuses, situées entre sept cents et trois cents mètres d'altitude sont le domaine de taillis de chênes-verts, sur les pentes raides, avec sous-bois de houx, buis, bruyère, ciste à feuilles de sauge, fougère. Le châtaignier apparaît sur les pentes douces recouvertes de sols profonds et frais, notamment aux alentours du mas de Ribes.
Le terrain houiller s'étale entre le Rouvergue et la bordure sous-cévenole, à l'est, dominée par la montagne de Lachamp. Il fait partie du bassin Stéphanien de la bordure orientale des Cévennes schisteuses. Les terrains primaires carbonifères  se situent à Trélys, l'Arbousset, Le Martinet, Crouzoul, la Bayte, Gournier et Mercoirol. Sur les grès et schistes du Houiller, le pin maritime constitue de vastes pinèdes d'origine humaine (utilisation pour le boissage dans les mines). Au pied de la montagne de Lachamp, les dépôts anthropiques, déblais produits par l'exploitation minière, entre l'Arbousset et les Esteyrains, constituent des terrils (ou « crassiers »), formés de schistes charbonneux, colonisés par les pins.
Dans la vallée, la rivière l'Auzonnet fait partie du réseau hydrographique de la Cèze, dont elle est un affluent de la rive droite. Son nom est un hydronyme préceltique, signifiant « rivière », à l'origine de nombreux toponymes de la Gaule. L'Auzonnet est réputée rivière aurifère. Elle traverse en effet dans sa partie amont des terrains conglomératiques, susceptibles de donner des paillettes, comme ceux traversés par la Ganière, rivière aurifère célèbre.
La partie Est du territoire communal s'intègre à la « bordure sous-cévenole », composée de terrains secondaires, trias, jurassique et crétacé inférieur. Elle est limitée au sud par la « faille des Cévennes » ; c'est la « montagne de Lachamp » ou « Lacham », dont l'altitude est d'environ 625 mètres. Son nom d'origine gauloise, calmis, provient de l'occitan calm qui désigne un plateau rocheux ou une lande couverte de bruyère. Ce sont des terrains sédimentaires secondaires du Trias, marnes bariolées, dolomies, grès, marnes noires et calcaires dolomitiques, du Lias et du Jurassique moyen, calcaire argileux gris clair, dolomie et calcaire gris-bleu à chaille. Cet adret est couvert d'une végétation méditerranéenne typique. La zone de contact entre Carbonifère et Secondaire, notamment à Trélys, à l'Arbousset et aux Esteyrains, est de géologie et de structure complexes. Cette bordure cévenole calcaire est couverte par une série végètale mixte de chênes-verts sur les affleurements rocheux, et de chênes pubescents méditerranéens sur les sols plus légers, accompagnés par le buis, le thérébinthe, l'érable de Montpellier, le genèvrier, le thym, etc. L'arbousier et la bruyère poussent sur les sols calcéro-siliceux (Trélys, le Tauty, l'Arbousset...).
- La rivière l'Auzonnet qui contient quelques paillettes d'or.

### Climat
Pour des articles plus généraux, voir Climat de l'Occitanie et Climat du Gard.
En 2010, le climat de la commune est de type climat méditerranéen franc, selon une étude s'appuyant sur une série de données couvrant la période 1971-2000. En 2020, Météo-France publie une typologie des climats de la France métropolitaine dans laquelle la commune est exposée à un climat de montagne ou de marges de montagne et est dans la région climatique Provence, Languedoc-Roussillon, caractérisée par une pluviométrie faible en été, un très bon ensoleillement (2 600 h/an), un été chaud (21,5 °C), un air très sec en été, sec en toutes saisons, des vents forts (fréquence de 40 à 50 % de vents > 5 m/s) et peu de brouillards.
Pour la période 1971-2000, la température annuelle moyenne est de 13,1 °C, avec une amplitude thermique annuelle de 17 °C. Le cumul annuel moyen de précipitations est de 1 354 mm, avec 7,8 jours de précipitations en janvier et 3,9 jours en juillet. Pour la période 1991-2020, la température moyenne annuelle observée sur la station météorologique la plus proche, située sur la commune de La Grand-Combe à 7 km à vol d'oiseau, est de 13,7 °C et le cumul annuel moyen de précipitations est de 1 414,0 mm,. Pour l'avenir, les paramètres climatiques de la commune estimés pour 2050 selon différents scénarios d’émission de gaz à effet de serre sont consultables sur un site dédié publié par Météo-France en novembre 2022.

### Voies de communication et transports
L'aménagement de la grande route traversant la localité est d'abord réalisé, tandis que la ligne de chemin de fer, Saint-Julien - Le Martinet, autorisée le 3 juillet 1875, est construite en cinq ans; la gare du Martinet est inaugurée officiellement le 1er octobre 1880. La ligne de la compagnie P.L.M. est ouverte à l'exploitation le 25 septembre 1883. Jusqu'alors la production minière de Trélys était envoyée par l'embranchement Robiac-Rochessadoule de la ligne de Bassèges à Alais, livré en 1858.
Le village est proche des grands axes routiers menant vers Alès, Uzès et Nimes ou les Vans.

### Milieux naturels et biodiversité

#### Espaces protégés
La protection réglementaire est le mode d’intervention le plus fort pour préserver des espaces naturels remarquables et leur biodiversité associée,.
Dans ce cadre, la commune fait partie de l'aire d'adhésion du Parc national des Cévennes. Ce  parc national, créé en 1967, est un territoire de moyenne montagne formé de cinq entités géographiques : le massif de l'Aigoual, le causse Méjean avec les gorges du Tarn et de la Jonte, le mont Lozère, les vallées cévenoles ainsi que le piémont cévenol.
La commune fait partie de la zone de transition des Cévennes, un territoire d'une superficie de 116 032 ha reconnu réserve de biosphère par l'UNESCO en 1985 pour la mosaïque de milieux naturels qui la composent et qui abritent une biodiversité exceptionnelle, avec 2 400 espèces animales, 2 300 espèces de plantes à fleurs et de fougères, auxquelles s’ajoutent d’innombrables mousses, lichens, champignons,.

#### Zones naturelles d'intérêt écologique, faunistique et floristique

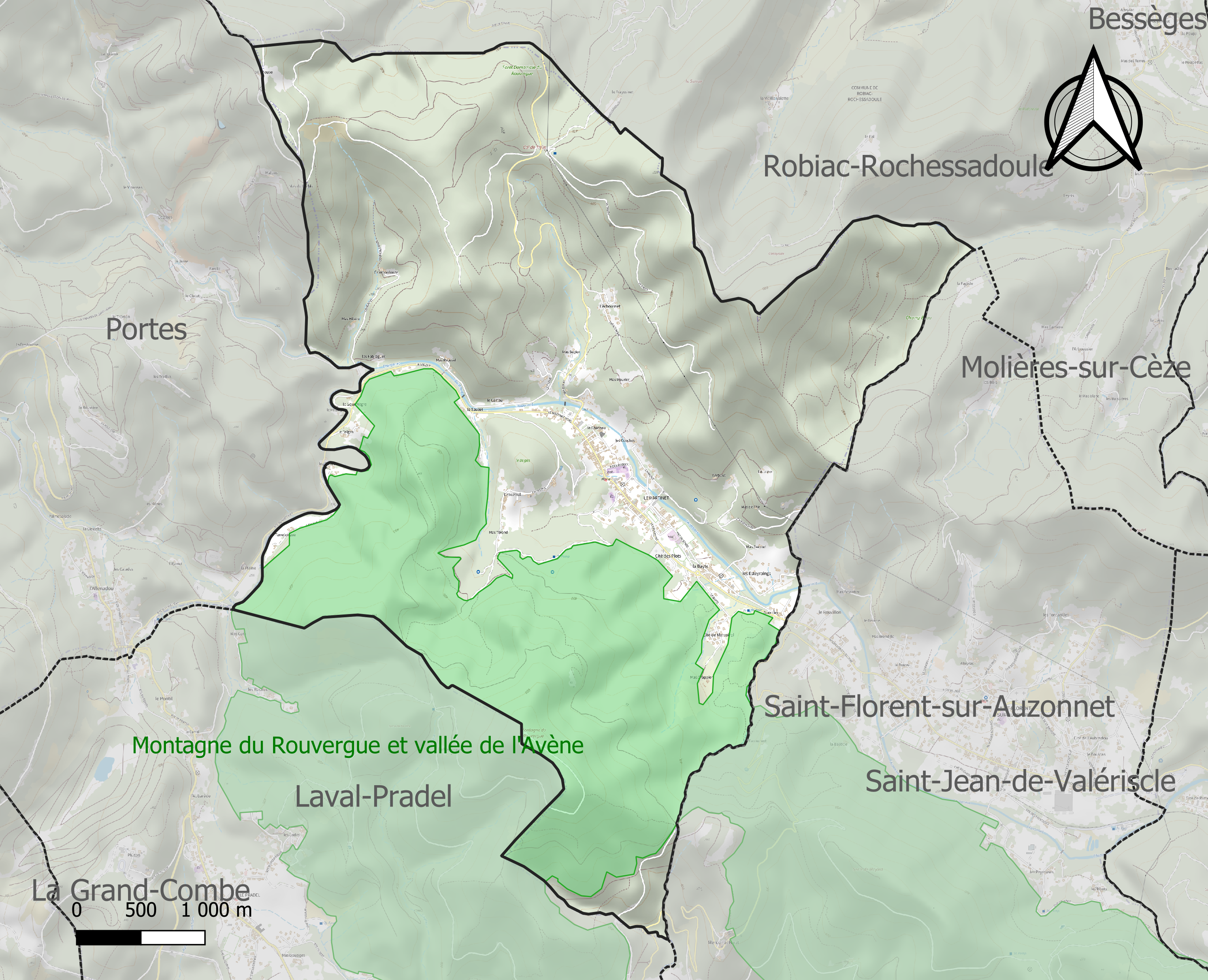
Carte de la ZNIEFF de type 1 localisée sur la commune.

L’inventaire des zones naturelles d'intérêt écologique, faunistique et floristique (ZNIEFF) a pour objectif de réaliser une couverture des zones les plus intéressantes sur le plan écologique, essentiellement dans la perspective d’améliorer la connaissance du patrimoine naturel national et de fournir aux différents décideurs un outil d’aide à la prise en compte de l’environnement dans l’aménagement du territoire.
Une ZNIEFF de type 1 est recensée sur la commune :
la « montagne du Rouvergue et vallée de l'Avène » (1 329 ha), couvrant 4 communes du département.

## Urbanisme

### Typologie
Au 1er janvier 2024, Le Martinet est catégorisée bourg rural, selon la nouvelle grille communale de densité à sept niveaux définie par l'Insee en 2022.
Elle est située hors unité urbaine. Par ailleurs la commune fait partie de l'aire d'attraction d'Alès, dont elle est une commune de la couronne,. Cette aire, qui regroupe 64 communes, est catégorisée dans les aires de 50 000 à moins de 200 000 habitants,.

### Occupation des sols
L'occupation des sols de la commune, telle qu'elle ressort de la base de données européenne d’occupation biophysique des sols Corine Land Cover (CLC), est marquée par l'importance des forêts et milieux semi-naturels (92,4 % en 2018), en diminution par rapport à 1990 (95,1 %). La répartition détaillée en 2018 est la suivante : 
forêts (92,4 %), zones urbanisées (7,6 %). L'évolution de l’occupation des sols de la commune et de ses infrastructures peut être observée sur les différentes représentations cartographiques du territoire : la carte de Cassini (XVIIIe siècle), la carte d'état-major (1820-1866) et les cartes ou photos aériennes de l'IGN pour la période actuelle (1950 à aujourd'hui).

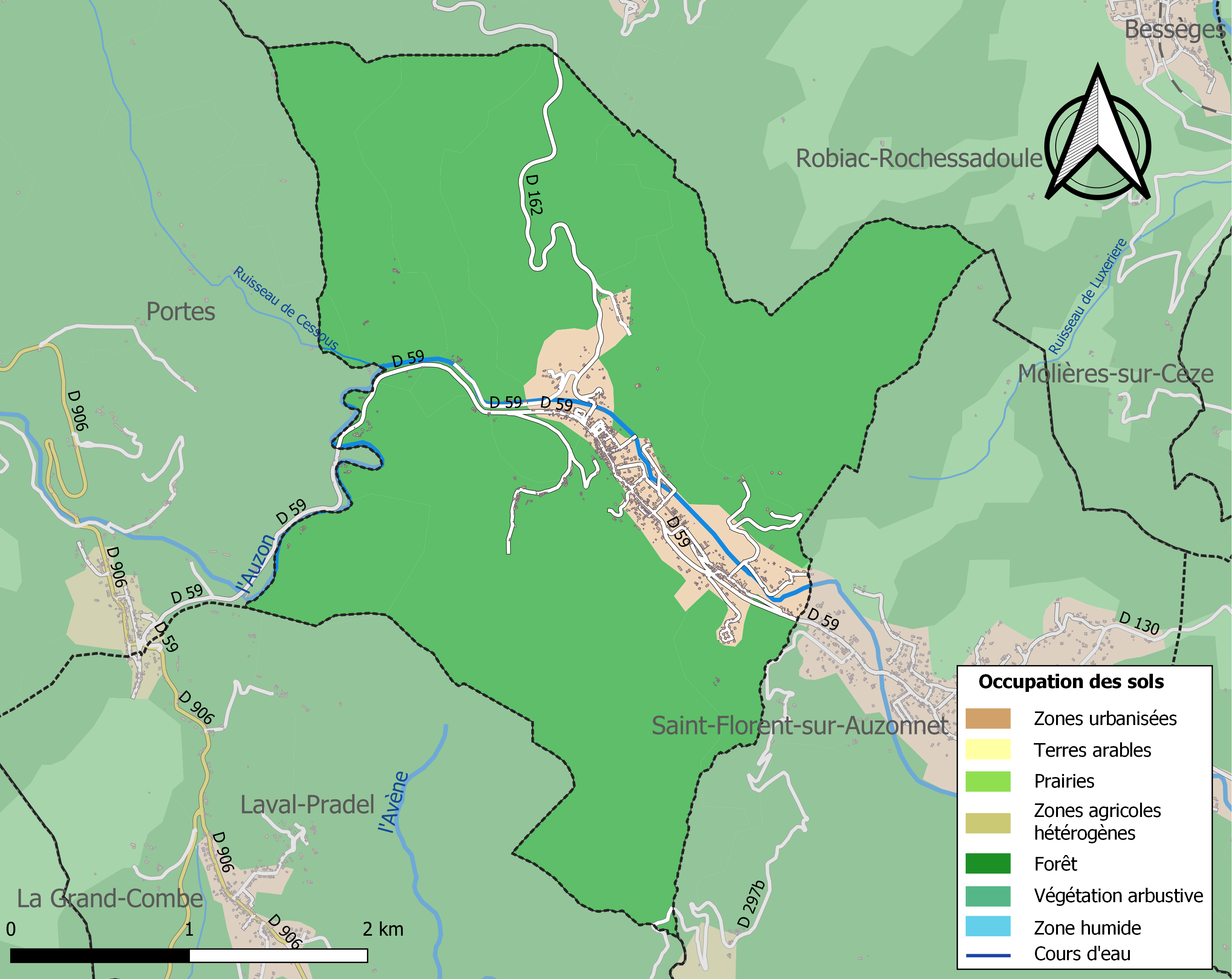
Carte des infrastructures et de l'occupation des sols de la commune en 2018 (CLC).

### Risques majeurs
Le territoire de la commune duMartinet est vulnérable à différents aléas naturels : météorologiques (tempête, orage, neige, grand froid, canicule ou sécheresse), inondations, feux de forêts, mouvements de terrains et séisme (sismicité faible). Il est également exposé à un risque particulier : le risque de radon. Un site publié par le BRGM permet d'évaluer simplement et rapidement les risques d'un bien localisé soit par son adresse soit par le numéro de sa parcelle.

#### Risques naturels
Certaines parties du territoire communal sont susceptibles d’être affectées par le risque d’inondation par débordement de cours d'eau et par une crue torrentielle ou à montée rapide de cours d'eau, notamment l'Auzon. La commune a été reconnue en état de catastrophe naturelle au titre des dommages causés par les inondations et coulées de boue survenues en 1982, 1983, 1987, 1995, 2002, 2008, 2014 et 2015,.

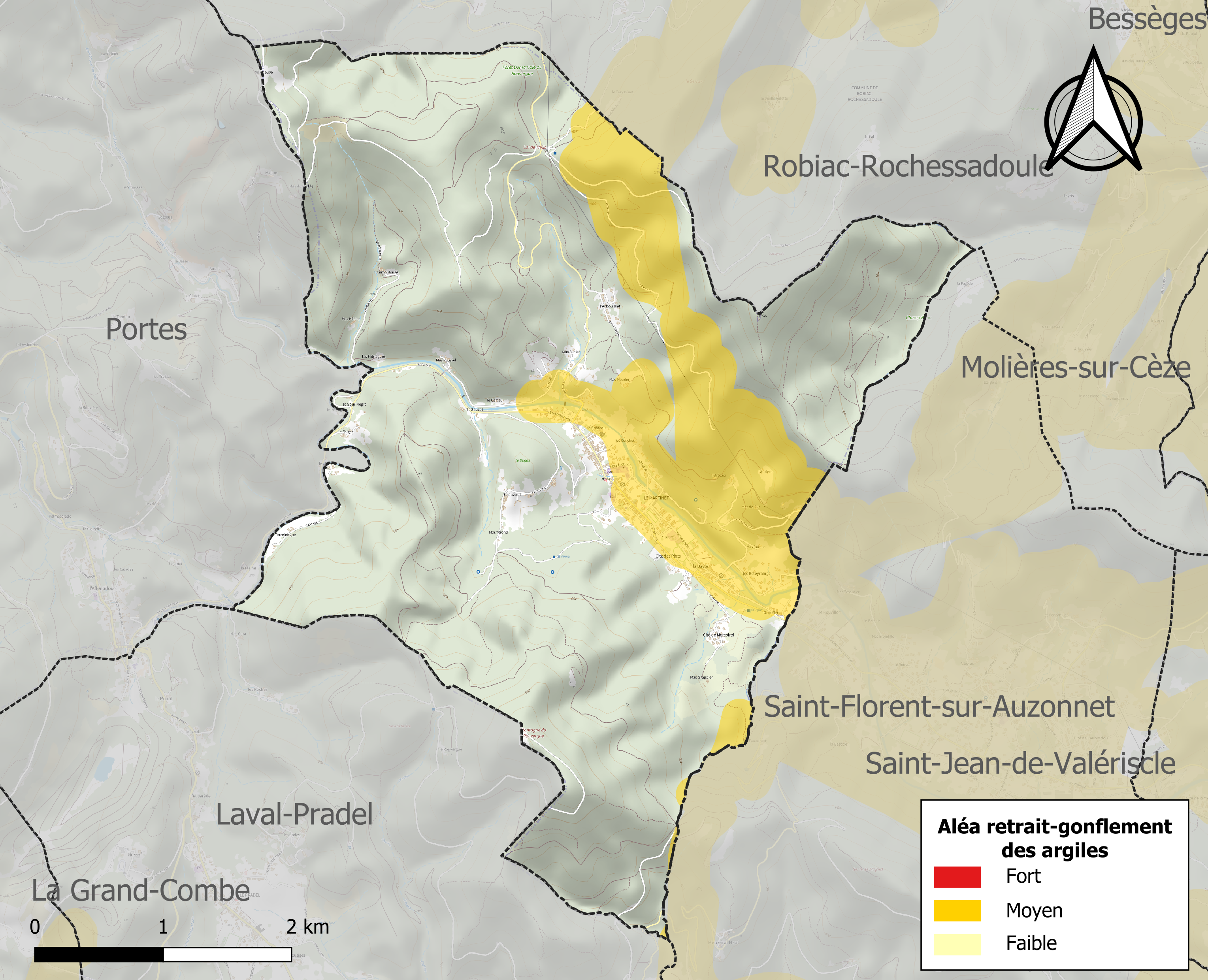
Carte des zones d'aléa retrait-gonflement des sols argileux duMartinet.

La commune est vulnérable au risque de mouvements de terrains constitué principalement du retrait-gonflement des sols argileux. Cet aléa est susceptible d'engendrer des dommages importants aux bâtiments en cas d’alternance de périodes de sécheresse et de pluie. 18,5 % de la superficie communale est en aléa moyen ou fort (67,5 % au niveau départemental et 48,5 % au niveau national). Sur les 273 bâtiments dénombrés sur la commune en 2019, 141 sont en aléa moyen ou fort, soit 52 %, à comparer aux 90 % au niveau départemental et 54 % au niveau national. Une cartographie de l'exposition du territoire national au retrait gonflement des sols argileux est disponible sur le site du BRGM,.
Par ailleurs, afin de mieux appréhender le risque d’affaissement de terrain, l'inventaire national des cavités souterraines permet de localiser celles situées sur la commune.
Concernant les mouvements de terrains, la commune a été reconnue en état de catastrophe naturelle au titre des dommages causés par des mouvements de terrain en 1983.

#### Risque particulier
Dans plusieurs parties du territoire national, le radon, accumulé dans certains logements ou autres locaux, peut constituer une source significative d’exposition de la population aux rayonnements ionisants. Certaines communes du département sont concernées par le risque radon à un niveau plus ou moins élevé. Selon la classification de 2018, la commune duMartinet est classée en zone 3, à savoir zone à potentiel radon significatif.

## Toponymie
Le nom du village vient de l'occitan « martinet », grue à monter les matériaux, atelier ou usine où l'on se sert d'un gros marteau ("marteau de forge"). Ce nom est tributaire de l'exploitation de l'énergie hydraulique de la rivière pour le fonctionnement de « marteaux de forge » ou « martinets ». Au moins un « martinet », le « martinet de Crozoul », a fonctionné au lieu-dit « plan de Crozoul ».

## Histoire

### Ancien régime
Le Martinet était autrefois un hameau du village de Saint-Florent situé à l'est dans la même vallée.

### Époque contemporaine
Jusqu'en 1921, Le Martinet n'est qu'un hameau de la commune de Saint-Florent-sur-Auzonnet. Outre le « hameau du Martinet », anciennement « martinet de Crouzoul », et le « hameau de Crouzoul » (ou « Crozoul »), la population se répartit entre divers hameaux et mas, notamment : mas de la Bayte, mas du Chambon, mas de Trescouhaut (ou mas Mourier), mas du Tauty, hameau de Trélys, mas de Courcoulouze et château de la Plane (ou de la Plaine). L'expansion de l'exploitation minière va conduire progressivement à son émancipation. À partir de 1820, le village a son cimetière particulier. Entre 1820 et 1850 la population est d'environ 450 habitants. À partir du dernier quart du XIXe siècle, l'expansion démographique, liée au développement de la production de charbon est très importante. La mine est à l'origine de ce « village-usine », comme d'autres quartiers ou agglomérations créés au sein de communes préexistantes (Rochebelle, Rochessadoule, La Jasse), ou de villages créés ex nihilo, comme La Grand'Combe, La Vernarède, Molière-sur-Cèze. L'emprise territoriale des installations minières et des possessions immobilières de la « Compagnie » est très vaste. Dans le village la « Compagnie » contrôle la vie locale, et peu d'éléments de la vie privée des mineurs y échappent.
En 1883, la commune de Saint-Florent étant divisée en une partie agricole et une partie industrielle, l'administration décide son sectionnement : la première section, le Saint-Florent agricole, compte 1880 habitants et 19 conseillers municipaux, la deuxième section, Le Martinet, a 1006 habitants et 7 conseillers municipaux. La création de la commune du Martinet survient en 1921, à la suite d'un référendum. Adopté par la Chambre des députés, un projet de loi « tendant à distraire de la commune de Saint-Florent-sur-Auzonnet, la section du Martinet pour l'ériger en municipalité distincte » est adopté par le Sénat le 23 juin 1921. La loi du 18  juillet 1921 et un arrêté pris en conseil d'Etat divisent la commune de Saint-Florent-sur-Auzonnet en deux : Saint-Florent et Le Martinet. La population communale s'élève alors à 2348 habitants. Le premier conseil municipal est élu le 25 septembre, et le 5 octobre, Isidore Michel, déjà maire de Saint-Florent depuis 1919, devient maire de la « première mairie communiste [élue]de France ». En effet quelques mois plus tôt, après la scission de Tours, Isidore Michel, élu socialiste, rejoint la nouvelle section française de l'Internationale communiste. Le jeune parti communiste conserve alors vingt-deux municipalités, dont celles de Saint-Denis et de Bobigny.
Entre les deux guerres, Le Martinet est devenu un « bastion du mouvement ouvrier ». C'est alors que le mineur Victorin Duguet (1905-1989) commence une carrière de militant syndicaliste qui le conduit à la tête de la Fédération nationale des travailleurs du sous-sol, et en 1946 à la présidence des Charbonnages de France nationalisés. L'affirmation de l'hégémonie locale communiste, et de la C.G.T-U. organisation satellite du PCF, s'accroit encore avec la réunification syndicale de 1935 et le succès électoral communiste de mai-juin 1936.
Lors de sa création en 1921, la commune du Martinet a été la première commune communiste de France.
Le village du Martinet est une ancienne cité ouvrière de la mine de Trélys, située dans la continuité du bassin des mines de houille d'Alès.
Après enquête approfondie, le préfet du régime de Vichy décide de suspendre le maire SFIC, suspecté pour son attitude équivoque. Il est remplacé par une délégation spéciale dont le président était un industriel de tendance nationaliste, plus proche des valeurs du maréchal Pétain.
L'économie actuelle est désormais tournée vers le tourisme vert.

## Politique et administration

### Tendances politiques et résultats
Depuis sa création en 1921, la commune n'a connu que des maires communistes,, cas unique en France.

### Liste des maires
| Période                                  | Période  | Identité       | Étiquette         | Qualité                                                   |
| ---------------------------------------- | -------- | -------------- | ----------------- | --------------------------------------------------------- |
| 1922                                     | 1939     | Isidore Michel | PCF               | Mineur                                                    |
| 1939                                     |          | Clovis Dugas   | SFIC (communiste) | suspendu par le régime de Vichy                           |
|                                          | 1944     |                |                   | président de la délégation spéciale                       |
| 1945                                     | 1953     | Isidore Michel | PCF               |                                                           |
| 1953                                     | 1983     | Marcel Diet    | PCF               |                                                           |
| 1983                                     | 2001     | Charles Diet   | PCF               | Conseiller général du Canton de Saint-Ambroix (1983-2001) |
| 2001                                     | 2008     | André Deleuze  | PCF               |                                                           |
| 2008                                     | En cours | Michel Mercier | PCF               | Architecte                                                |
| Les données manquantes sont à compléter. |          |                |                   |                                                           |

## Population et société

### Démographie
L'évolution du nombre d'habitants est connue à travers les recensements de la population effectués dans la commune depuis 1926. Pour les communes de moins de 10 000 habitants, une enquête de recensement portant sur toute la population est réalisée tous les cinq ans, les populations de référence des années intermédiaires étant quant à elles estimées par interpolation ou extrapolation. Pour la commune, le premier recensement exhaustif entrant dans le cadre du nouveau dispositif a été réalisé en 2007.

En 2022, la commune comptait 739 habitants, en évolution de −5,01 % par rapport à 2016 (Gard : +2,97 %, France hors Mayotte : +2,11 %).
| 1926  | 1931  | 1936  | 1946  | 1954  | 1962  | 1968  | 1975  | 1982 |
| ----- | ----- | ----- | ----- | ----- | ----- | ----- | ----- | ---- |
| 2 516 | 2 512 | 2 505 | 2 227 | 2 297 | 2 026 | 1 705 | 1 300 | 953  |

| 1990 | 1999 | 2006 | 2007 | 2012 | 2017 | 2022 | - | - |
| ---- | ---- | ---- | ---- | ---- | ---- | ---- | - | - |
| 844  | 764  | 789  | 793  | 840  | 750  | 739  | - | - |

## Économie

### Revenus
En 2018  (données Insee publiées en septembre 2021), la commune compte 332 ménages fiscaux, regroupant 667 personnes. La médiane du revenu disponible par unité de consommation est de 16 910 € (20 020 € dans le département).

### Emploi
|                | 2008   | 2013   | 2018   |
| -------------- | ------ | ------ | ------ |
| Commune        | 15,3 % | 14,7 % | 20,9 % |
| Département    | 10,6 % | 12 %   | 12 %   |
| France entière | 8,3 %  | 10 %   | 10 %   |

En 2018, la population âgée de 15 à 64 ans s'élève à 409 personnes, parmi lesquelles on compte 63,3 % d'actifs (42,4 % ayant un emploi et 20,9 % de chômeurs) et 36,7 % d'inactifs,. Depuis 2008, le taux de chômage communal (au sens du recensement) des 15-64 ans est supérieur à celui de la France et du département.
La commune fait partie de la couronne de l'aire d'attraction d'Alès, du fait qu'au moins 15 % des actifs travaillent dans le pôle,. Elle compte 74 emplois en 2018, contre 89 en 2013 et 97 en 2008. Le nombre d'actifs ayant un emploi résidant dans la commune est de 175, soit un indicateur de concentration d'emploi de 42,4 % et un taux d'activité parmi les 15 ans ou plus de 40,7 %.
Sur ces 175 actifs de 15 ans ou plus ayant un emploi, 38 travaillent dans la commune, soit 22 % des habitants. Pour se rendre au travail, 85,9 % des habitants utilisent un véhicule personnel ou de fonction à quatre roues, 1,7 % les transports en commun, 6,7 % s'y rendent en deux-roues, à vélo ou à pied et 5,7 % n'ont pas besoin de transport (travail au domicile).

### Activités
29 établissements sont implantés  au Martinet au 31 décembre 2019. Le tableau ci-dessous en détaille le nombre par secteur d'activité et compare les ratios avec ceux du département,.
Le secteur de l'administration publique, l'enseignement, la santé humaine et l'action sociale est prépondérant sur la commune puisqu'il représente 24,1 % du nombre total d'établissements de la commune (7 sur les 29 entreprises implantées  au Le Martinet), contre 13,5 % au niveau départemental.
Aucune exploitation agricole ayant son siège dans la commune n'est recensée lors du recensement agricole de 2020 (six en 1988),.

## Culture locale et patrimoine

### Édifices civils
- Château de Crouzoul construit par la famille Despeisses
- Dolmen de Trélis

### Édifices religieux
- Église Sainte-Barbe du Martinet.

### Patrimoine environnemental
- Montagne du Rouvergue avec sa table d'orientation.
- Montagne de Lachamp avec sa chapelle.

### Personnalités liées à la commune
- Jean Coin, secrétaire de la Région Gard-Lozère du PCF en 1945, secrétaire général de l'Humanité
- l'abbé Albouy
- Isidore Michel, premier maire du Martinet en 1921, autodidacte et leader de la corporation ouvrière
- Élie et Victorin Duguet, secrétaire général de la Fédération nationale des travailleurs du sous-sol CGT et premier président des charbonnages de France à la libération.
- Marius Tour
- Marcel Cachin en avril 1948.
- Yves Delset, footballeur professionnel, né au Martinet le 11 mars 1933, champion de France de D2 avec l'Olympique d'Alès.
- Robert Siatka, footballeur professionnel, né au Martinet le 20 juin 1934, 4 fois champion de France avec le Stade de Reims, 1 fois avec le FC Nantes, international A (1 sélection).

#### Famille Despeisses

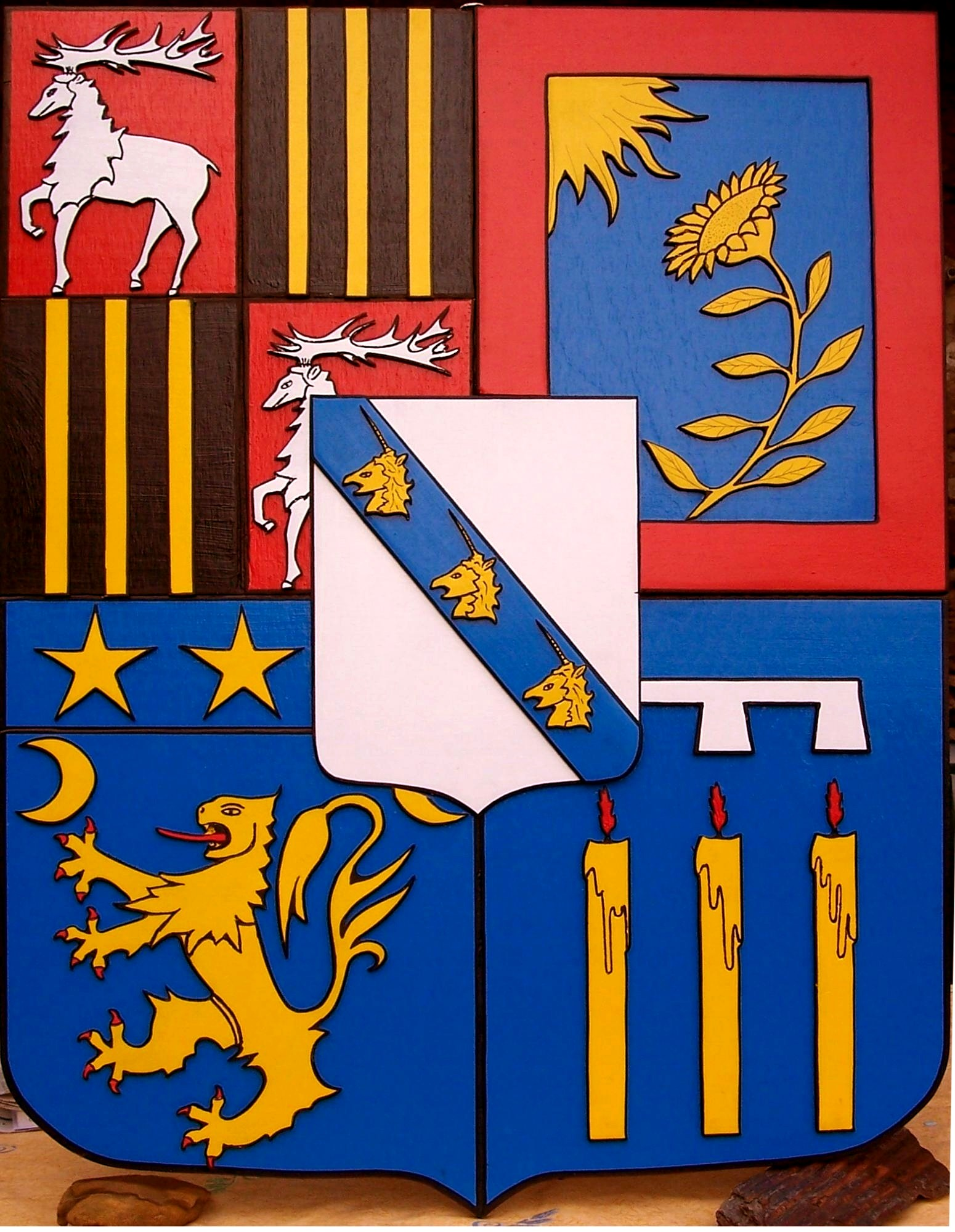
Armorial de la
famille Despeisses.

Cette figure réunit les blasons de la famille Despeisses et ceux de leurs épouses : Jeanne de Valette, Catherine de Causse, Anne de Ribeyrol, Isabeau de la Fare, Catherine de Ribeyrol.
Les Armes de la maison Despeisses, Seigneurs de Crouzoul, de la Plane et autres lieux.
Devise : Aux armes ne saurait faillir.
- Au centre : la maison Despeisses  - d'argent à la bande d'azur, chargé de trois têtes et cols de licorne d'or.
- Au 1er : Ribeyrol d'Entremaux
- Au 2e : de Causse  - d'azur au tournesol d'or regardant un soleil du même, à la bordure de gueules
- Au 3e : de Valette  - d'azur au lion armé et lampassé de gueules, accosté de deux croissants adossés du même, au chef cousu d'azur chargé de trois étoiles d'or
- Au 4e : de la Fare  - d'azur à trois falots d'or allumés de gueules, posés en pal, accompagnés d'un lambel de trois pièces d'argent

## Héraldique
| Blason de Le Martinet | Blason  | D'argent aux quatre fasces ondées d'azur, mantelé ployé de gueules semé de clous d'or. |
| Blason de Le Martinet | Détails | Le blason de la commune du Martinet a été créé en l'an 2000. Les ondées d'azur évoquent la rivière de l'Auzonnet qui traverse la commune. Les clous d'or évoquent le travail des nombreux cloutiers qui achetaient les tiges de fer produites dans les martinets, avec lesquelles ils fabriquaient des clous dans leurs ateliers familiaux. Spécialités de la vallée de l'Auzonnet, ces clous étaient vendus dans les foires de la région, en particulier à Beaucaire. |